# Think of Me
Think of me è un'aria scritta da Andrew Lloyd Webber con testi di Charles Hart, parte del musical The Phantom of the Opera, cantata originariamente da Sarah Brightman (con un breve intervento di Steve Barton).

## Nel Musical
Dopo l'Overture la scena si apre sulle prove dell'Hannibal di Chalumeau con Carlotta Giudicelli, Ubaldo Piangi ed i resto del cast. 
Quando Carlotta comincia a cantare la canzone viene interrotta quasi subito dalla caduta di un sipario, che la colpisce di striscio. Infuriata, la primadonna abbandona il teatro, e lascia l'Opera senza una cantante che ne interpreti la protagonista. Meg Giry suggerisce Christine Daaé come potenziale sostituta e i nuovi impresari dell'Opera decidono di farle un frettoloso provino.
Le doti canore eccezionali di Christine le permettono di ottenere la parte, scatenando applausi scroscianti nel pubblico la sera della prima. Durante l'esecuzione Raoul, il visconte di Chagny, la riconosce come la sua vecchia compagnia di giochi ("Can it be...?) e dichiara che il suo cuore è da sempre con l'amica Christine.
In scena, la prima strofa, eseguita da Christine in modo non impeccabile, è interrotta da un breve dialogo tra i due impresari (FIRMIN "Andre, this is doing nothing for my nerves!"/ANDRE "Don't fret, Firmin."), cui segue la ripresa del brano, questa volta in modo ottimale, da parte della cantante. 
La cadenza finale viene eseguita con innumerevoli variazioni, inserite a discrezione del direttore o della cantante.
Dopo quella di Sarah Brightman, il brano conta, tre successive incisioni "ufficiali" in lingua inglese, da parte di Rebecca Caine (1989), Claire Moore (1993) ed Emmy Rossum (2004), oltre ad innumerevoli versioni in altre lingue (Nella versione italiana del film del 2004 è cantata da Renata Fusco). Il cantante David Archuleta ne ha inoltre inciso una propria versione.